# Idionella nesiotes
Idionella nesiotes är en spindelart som först beskrevs av Crosby 1924.  Idionella nesiotes ingår i släktet Idionella och familjen täckvävarspindlar. Inga underarter finns listade i Catalogue of Life.